# Heinz Geggel
Heinz Geggel (* 11. November 1921 in München; † 15. November 2000 in Berlin) war ein deutscher Journalist und Parteifunktionär (SED). Er war Leiter der Abteilung Agitation des ZK der SED.

## Leben
Nachdem Geggel, Sohn eines Kaufmanns, von 1928 bis 1936 die Volksschule und das Gymnasium in München besucht hatte, musste er wegen seiner jüdischen Abstammung aus Deutschland emigrieren. Bis 1938 absolvierte er eine Lehre an der Handelsschule in Neuchâtel in der Schweiz, wechselte dann zum Studium des Textilingenieurs an die Fachschule in Verviers in Belgien. Von Mai 1940 bis Juni 1941 war er interniert und wurde zu Zwangsarbeit herangezogen. 1940 wurde ihm durch das Nazi-Regime die deutsche Staatsangehörigkeit aberkannt. Im Dezember 1941 emigrierte er mit seiner Familie über Casablanca nach Kuba, wo er als Diamantenschleifer arbeitete. Dort wurde er Mitglied der Konföderation der Arbeiter Kubas und des Komitees Deutscher Antifaschisten in Kuba. 1944 trat Geggel in die Kommunistische Partei Deutschlands (KPD) ein.
Im November 1947 kehrte er nach Deutschland zurück und ging über Frankfurt am Main im Februar 1948 nach Berlin. Er wurde im März 1948 Mitglied der SED und arbeitete zunächst als Redakteur im Funkhaus Grünau. Von 1949 bis 1956 war er Redakteur bzw. Ressortleiter beim Berliner Rundfunk. Von 1956 bis 1960 war er Intendant des Deutschlandsenders und gleichzeitig Stellvertreter des Vorsitzenden des Staatlichen Rundfunkkomitees der DDR. Anschließend war er bis 1962 Leiter der Arbeitsgruppe SPD der Westkommission und ab 1962 Sekretär der Westkommission beim Politbüro des ZK der SED.
Von Januar 1963 (VI. Parteitag) bis Juni 1971 (VIII. Parteitag) war er Kandidat und von 1971 bis 1989 Mitglied des ZK der SED. Im Jahr 1963 stieg Geggel zum stellvertretenden Leiter der Abteilung West des ZK der SED auf, deren Leiter er 1965 wurde (Nachfolger von Arne Rehahn). Im Oktober 1973 folgte er Rudi Singer, Werner Lamberz und Hans Modrow als vierter Leiter der Abteilung Agitation des ZK der SED. Er blieb bis zur Wende 1989 in dieser Position. Von 1971 bis 1990 war Geggel zudem Vorstandsmitglied des Verbands der Journalisten der DDR.
Als Leiter der Abteilung Agitation war es die Aufgabe Geggels, die DDR-Presse auf die politische Linie der SED einzuschwören. Die Chefredakteure der DDR-Presse mussten sich zu diesem Zweck wöchentlich zu „Argumentationssitzungen“ in der Parteizentrale der SED einfinden. Teilweise wurden auf diesen Sitzungen der Wortlaut von Überschriften und einzelnen Formulierungen vorgegeben. Wegen seiner Unnachgiebigkeit bei diesen Sitzungen wurde er in Anspielung auf Joseph Goebbels unter Journalisten auch Dr. Geggels genannt.
Geggel verstarb im Jahr 2000 im Alter von 79 Jahren in Berlin.

## Auszeichnungen
- 1958 Medaille für Kämpfer gegen den Faschismus 1933 bis 1945
- 1959 Vaterländischer Verdienstorden in Bronze, 1964 in Silber und 1970 in Gold
- 1968, 1971 und 1981 Orden Banner der Arbeit
- 1975 Kampforden „Für Verdienste um Volk und Vaterland“
- 1981 und 1986 Karl-Marx-Orden
- 1981 Fritz-Heckert-Medaille in Gold[3]
- 1984 Ehrentitel Held der Arbeit